# 心電靜止
心电静止（asystole）或称心脏停搏、無心律，是心室肌没有能测到的心电活动（cardiac flatline），因此心室处于完全静止状态，并丧失收缩舒张功能；而心房或可有电活动。心电静止属于一种心脏骤停。
心电静止會以心肺复苏（CPR）配合注射像肾上腺素的升血壓藥進行治療，有時一些潛藏的可逆原因可以偵測及治療（所謂的 Hs 及 Ts，例如低鉀血症）。許多治療方式以往建議用在無心律的情形，但現在都已不建議使用，像是去顫（已確定對於無心律無效，以往其實只能用在非常微弱的心室顫動）以及注射阿托品（現在大部份的主要國際組織都不建議此治療方式）。若有需要，心电静止可以用每3-5分鐘注射1mg的腎上腺素來治療。每3-5分鐘注射40單位的抗利尿激素可以代替第一劑及/或第二劑的腎上腺素，但其結果和腎上腺素相近。
若心搏停止中患者又出現心電圖無心律的情形，其存活率會比可以由去顫恢復心律的患者要低很多。無心律本身不是「可電擊復律心律」。即使有急救，在院外的存活率仍低於2%。

## 原因
無心律的心电静止可能包括以下的原因，稱為Hs及Ts
- 血容量減少（Hypovolemia）
- 缺氧（Hypoxia）
- 酸中毒（Hydrogen ions）
- 低体温症（Hypothermia）
- 高鉀血症（Hyperkalemia）或低鉀血症（Hypokalemia）
- 低血糖（Hypoglycemia）
- 片劑（Tablets）或毒素（Toxin）（藥物過量）
- 心跳过速（Tachycardia）
- 心包填塞（Cardiac Tamponade）
- 氣胸（Tension pneumothorax）
- 血栓形成（Thrombosis）（心肌梗死或是肺栓塞）
- 創傷（Trauma）（受傷造成的血容量減少）

## 處置
當出現無心律的心电静止，除非進行心肺复苏或是胸內心臟按壓（手術打開胸腔，直接人工方式按壓心臟），不會有血液供給腦部，即使進行這些程序，供給腦部的血液量也相當的少。若在進行許多的急救程序，但心臟仍沒有反應時，可能需考慮宣告患者死亡。即使是有少數的例子其心律恢復，若無心律的心电静止超過十五分鐘以上，大腦會因為缺乏氧氣超過15分鐘而形成腦死。